# NGC 4959
NGC 4959 (другие обозначения — MCG 6-29-29, ZWG 189.18, NPM1G +33.0272, PGC 45301) — спиральная галактика (Sa) в созвездии Гончих Псов.
Кривая вращения галактики указывает на то, что плотность вещества вблизи её центра очень велика, более 2⋅1011 M⊙ на кубический килопарсек.
Этот объект входит в число перечисленных в оригинальной редакции «Нового общего каталога».